# أورنيثين
الأورنيثين هو من الأحماض الأمينية التي تلعب دورا في دورة اليوريا. وتراكمت بشكل غير طبيعي في الجسم الأورنيثين في عوز الأورنيثين transcarbamylase.
لا يتم ترميز الأورنيثين (حمض 2،5 - diaminopentanoic ، كما دعا حامض ornithurique ) من قبل الوراثية كود الأحماض الأمينية، وبالتالي لم تدرج في تكوين البروتينات. ويتكون من الأورنيثين L- الغلوتامات ، في النباتات، و L- أرجينين، في الحيوانات حيث تحدث في دورة اليوريا.في النباتات، الأورنيثين هو مقدمة من قلويدات tropane . هذه هي استرات الكحولات و الأحماض الكربوكسيلية tropane . الأورنيثين هو أصل الحلبة بيروليدين من tropanique4 الكحول الأساسية.في الحيوانات ، الأورنيثين هو نتاج عمل أرجيناز dihydrolase على L- أرجينين لتشكيل اليوريا.
علاوة على ذلك، في sauropsides ، يفرز الأورنيثين : بل هو أيضا ميزة فريدة ل هذه الأصناف .
الأورنيثين له مصلحة في علم الأحياء الدقيقة و علم الجراثيم . هذا الجزيء ليس الأحماض الأمينية المشفرة وراثيا ، فإنه ليس من ضمن دستور holoproteins (والتي تتكون فقط من الأحماض الأمينية المشفرة المخلفات ) . وإنما هو جزيء التي يمكن أن يتحلل من البكتيريا وذلك لاستخدامها من قبلهم . الانزيم اللازمة ل تدهور كربوكسيل الأورنيثين يعطي بوتريسين أكثر CO2 (حمض متقلبة أقل حمضية من مجموعة COOH ، وتسمى أيضا مجموعة الكربوكسيلية ) ، والذي يسبب بالتالي التقلون من المتوسط.
مع العلم أن الأورنيثين يتم تصنيعه نفسها من أرجينين من قبل argine انزيم dihydrolase إعطاء بوتريسين بالإضافة إلى CO2 ، وهذه العملية معقدة قليلا و يأخذ اثنين السبل الممكنة :
في جميع الحالات أرجينين هو تحلل الأول ، وإعطاء مزيد من الأمونيا سيترولين ( NH3) .
ثم :
و تحلل 1.soit سيترولين ل في المقابل معين و الأورنيثين ، NH3 و CO2 ؛
2.soit هناك عمل الفوسفات غير العضوية ( بي ) ، والتي تشكل ثم الأورنيثين والفوسفات الكربامويل ، الذي يخضع بدوره لل عمل ADP و ATP كما أكثر CO2 و NH3 .